# Japchivit
Japchivit, indijansko selo iz druge polovice 18. stoljeća, blizu misije San Gabriel u   Kaliforniji. Rodno je selo šamanke Toypurina koja je 1785. podigla na noge i stanovnike Japchivita i šest drugih sela te izvela napad na misiju San Gabriel Arcángel pobivši sve Španjolce. Japchivit je bio naseljen Gabrieleño i Serrano Indijancima.